# Makedonien und seine christliche Bevölkerung

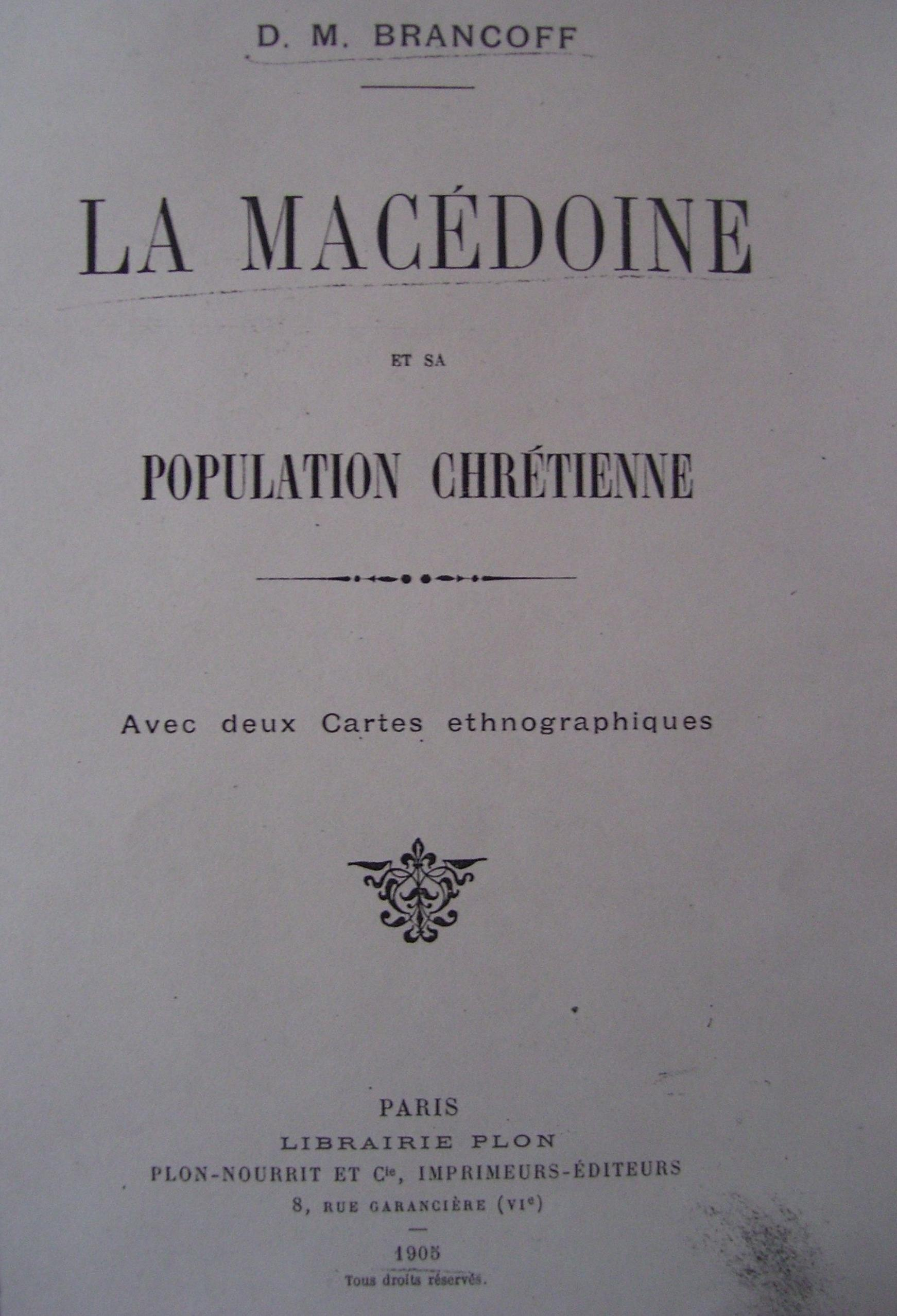
Buchcover „Makedonien und seine christliche Bevölkerung“

La Macédoine et sa Population Chrétienne ist ein auf Französisch geschriebenes Buch, das im Jahr 1905 in Paris gedruckt wurde. Der Autor unter dem Pseudonym Brancoff ist der ehemalige Sekretär des Bulgarischen Exarchats Dimitar Mischew. Das Buch wurde später auch in bulgarischer Übersetzung veröffentlicht als Македония и нейното християнско население.
Das Buch stellt eine detaillierte statistische Beschreibung der Siedlungen in der osmanischen Provinz Makedonien dar. Es enthält die Anzahl sowie die ethnische und konfessionelle Zugehörigkeit der christlichen Bevölkerung, die Anzahl der christlichen Schulen (Bulgarisch, Griechisch, Serbisch oder Walachen) sowie die Zahl der Lehrer und Schüler darin.
Makedonien und seine christliche Bevölkerung ist die zweite umfassende Statistik der bulgarischen Bevölkerung in Makedonien nach der ersten, grundlegenden Arbeit von Wassil Kantschow Makedonien. Ethnographie und Statistik, veröffentlicht im Jahr 1900.
Das Buch enthält keine Informationen für Regionen, die zu dieser Zeit Ziel der Aktivität der serbischen Propaganda in Makedonien waren und der damit verbundenen Abtrennung einiger Ortschaften vom bulgarischen Exarchat.
Als da wären:
- Кочанска, Štip, Makedonien
- Kriva Palanka (Крива паланка), Makedonien
- Кумановска, Veles (Велес), Makedonien